# Olevano di Lomellina
Olevano di Lomellina é uma comuna italiana da região da Lombardia, província de Pavia, com cerca de 771 habitantes. Estende-se por uma área de 15,42 km², tendo uma densidade populacional de 51 hab/km². Faz fronteira com Castello d'Agogna, Cergnago, Mortara, Velezzo Lomellina, Zeme.

## Demografia
| Variação demográfica do município entre 1861 e 2011                               |
|                                                                                   |
| Fonte: Istituto Nazionale di Statistica (ISTAT) - Elaboração gráfica da Wikipedia |